# Moudi
Moudi est un village du Cameroun situé dans le département du Mayo-Tsanaga et la Région de l'Extrême-Nord, dans les monts Mandara, à proximité de la frontière avec le Nigeria. Il fait partie de la commune de Bourrha.

## Population
En 1966-1967 Moudi comptait 347 habitants, principalement des Bana. Lors du recensement de 2005, 762 personnes y ont été dénombrées.

## Infrastructures
En 1972 le village était inaccessible en voiture.